# SMS Erzherzog Karl
El SMS Erzherzog Karl fue un acorazado pre-dreadnought construido para la Armada Austrohúngara entre 1902 y 1903. Era el cabeza de serie de su clase, y fue botado el 4 de octubre de 1903. El buque, tenía un desplazamiento de diseño de 10.472 t en carga.

## Historial de servicio
Debido al tamaño limitado del puerto, y de sus presupuestos navales, los tres buques de la clase, eran de tamaño compacto, y muy bien protegidos.
Durante la Primera Guerra Mundial, sirvió en la 3ª División junto con sus tres gemelos. Tras la contienda, el control del buque, fue asumido por Yugoslavia en 1919, pero posteriormente, fue entregado a Francia como botín de guerra en 1920